# نمونه‌گیری پواسون
در روش پیمایشی، نمونه‌گیری پواسون (به انگلیسی: Poisson sampling) (گاهی به عنوان نمونه‌گیری PO نشان داده می‌شود). یک فرایند نمونه‌گیری است که در آن هر عنصر از جامعه تحت آزمایش مستقل برنولی قرار می‌گیرد که تعیین می‌کند آیا عنصر به بخشی از نمونه تبدیل می‌شود یا خیر. : 85 